# Neck de Queyrières
 (avril 2024).
Si vous disposez d'ouvrages ou d'articles de référence ou si vous connaissez des sites web de qualité traitant du thème abordé ici, merci de compléter l'article en donnant les références utiles à sa vérifiabilité et en les liant à la section « Notes et références ».
Le neck de Queyrières est un piton basaltique situé en plein cœur du village de Queyrières dans le massif du Meygal dans le département de la Haute-Loire

## Géographie

### Situation
Le neck de Queyrières est situé dans le Velay oriental.

### Panorama

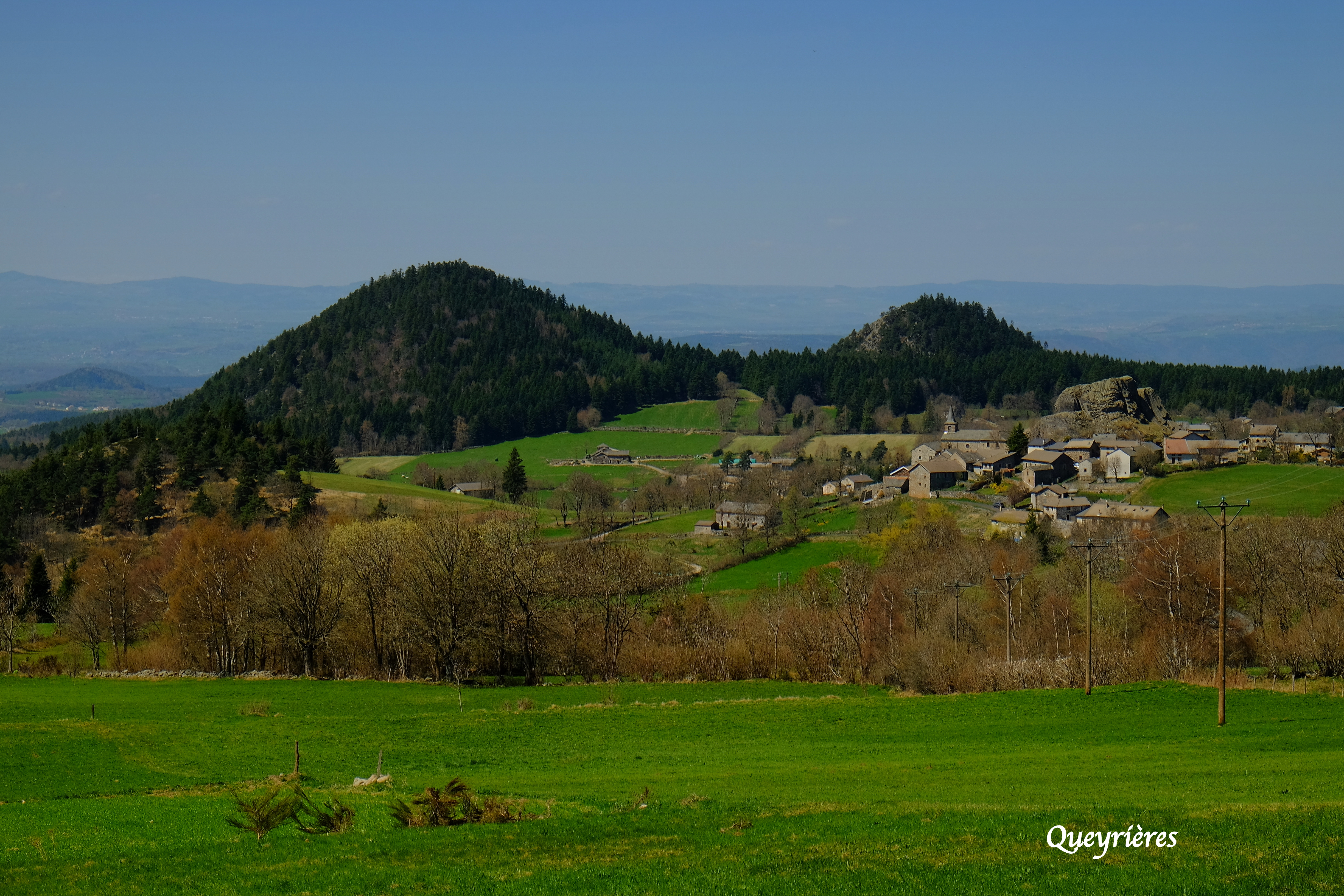
Le neck situé en plein cœur de Queyrières (à droite de la photo).

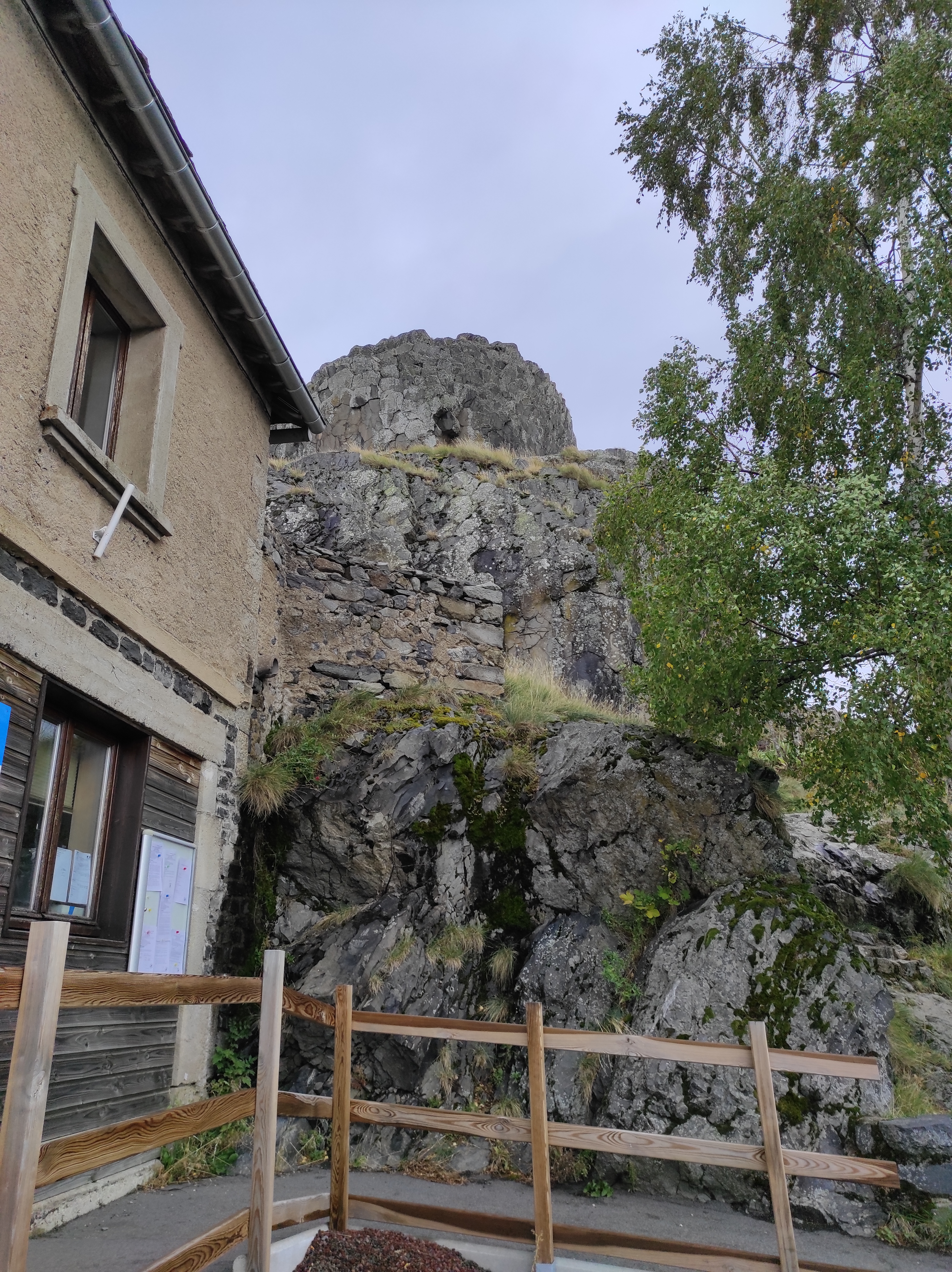
Vue du neck depuis le bourg de Queyrières.

Une table panoramique renseigne une vue sur le bassin de Saint-Julien-Chapteuil, une grande partie du pays des Sucs et du Meygal et, en fonction de la clarté du ciel et de l'absence de brume, une partie des monts du Cantal (puy de Peyre Arse), le Cézallier (signal du Luguet) et des monts Dore (puy de Sancy).

### Géologie
Le rocher de Queyrières est un neck, une ancienne cheminée volcanique (plug), constitué de basalte (11 Ma) mis en place dans le granite, aujourd'hui largement érodé, avec un rayonnement d'orgues phonolitiques. Lors du refroidissement de la lave, elle s’est prismée perpendiculairement aux isothermes, en rayons horizontaux par rapport à l'axe de la cheminée dans l’encaissant, verticalement dans la partie sommitale de la structure.

## Randonnée
La voie est classée difficile, avec une courte ascension qui peut devenir dangereuse en cas de roche humide. Le départ se fait dans le bourg de Queyrières, en franchissant le muret entre la fontaine et la mairie. Le sentier doit être suivi, en remontant parfois les rochers du versant ouest en s'aidant des mains.